# Наконечный, Роман Михайлович
Роман Михайлович Наконечный (род. 9 сентября 1949 года в Дарахове) — советский и украинский трубач, педагог, заслуженный артист УССР.

## Биография
Родился 9 сентября 1949 года в селе Дарахов, Тернопольская область.
Первыми его учителями игры на трубе были отец Михаил Емельянович и руководитель сельского духового оркестра — Б. М. Кравчук. С 1966 по 1972 год учился в Тернопольском музыкальном училище (класс Мирона Старовецкого), с 1972 по 1977 год — во Львовской государственной консерватории им. Н. В. Лысенко в классе Владислава Швеца.
Профессиональную музыкальную деятельность он начал, ещё будучи студентом музыкального училища, работая артистом оркестра Тернопольского музыкально-драматического театра им. Т. Г. Шевченко. С 1974 года — солист оркестра, концертмейстер группы труб Львовского академического театра оперы и балета им. С. А. Крушельницкой (в 1989 году получил звание заслуженный артист УССР).
Работая во Львовском театре оперы и балета, Наконечный хорошо исполнял сложные партии первой трубы большого оперно-балетного репертуара театра, неоднократно выезжал на гастроли как по Украине, так и за её пределами, часто бывал с творческими отчётами театра в Киеве. Кроме исполнительской деятельности, Наконечный с 1990 года работает преподавателем класса трубы во Львовской государственной музыкальной академии им. Н. Лысенко (с 2002 года — доцент).
С 2000 года успешно ведёт класс трубы в Львовском музыкальном училище им. С. П. Людкевича и Львовской средней специальной школе-интернате имени Крушельницкой.
Среди его учеников — лауреаты и дипломанты всеукраинских и международных конкурсов.
Неоднократно был членом жюри конкурсов различных уровней, имеет ряд методических работ. Он первым на Украине издал два сборника оркестровых выписок партий труб оперных и балетных произведений украинских композиторов, в которые вошли сольные и оркестровые фрагменты партий труб из оперных и балетных спектаклей «Тарас Бульба» Н. Лысенко, «Запорожец за Дунаем» С. Гулака-Артемовского, «Золотой обруч» Б. Лятошинского, «Лесная песня» М. Скорульского, «Моисей» М. Скорика и др.
В методической разработке «Дыхание — Постановка — опора при игре на трубе» (2002) автор выразил свои взгляды на широкий спектр методических вопросов, таких как техника дыхания, активизация работы диафрагмы, достижения энергичного выдоха, связь работы амбушюра с дыханием.